# Ambroise
Ambroise (c. 1190) foi um poeta normando e cronista da Terceira Cruzada, autor de uma obra chamada L'Estoire de la guerre sainte, que descreve em rimas, em francês antigo, as aventuras de Ricardo Coração de Leão como um cruzado. O poema chegou até nossos dias através de um manuscrito da biblioteca do Vaticano, que passou muito tempo despercebido dos historiadores.
O crédito para a detecção de seu valor pertence a Gaston Paris, embora sua edição (1897) foi parcialmente antecipada pelos editores da Monumenta Germaniae Historica, que publicaram algumas seleções no vigésimo sétimo volume de seus Scriptores (1885). Ambroise acompanhou Ricardo I como um não-combatente, e menos provavelmente como um menestrel da corte. Ele fala como uma testemunha ocular dos feitos do rei em Messina, na Itália, em Chipre, no cerco de Acre, e na campanha fracassada que se seguiu à captura daquela cidade.
Ambroise é surpreendentemente preciso em sua cronologia; embora não tenha completado o seu trabalho antes de 1195, é evidentemente baseada nas anotações que tomou no decurso da sua peregrinação. Não mostra uma maior visão política do que deveríamos esperar de sua posição; mas relata o que viu e ouviu com uma vivacidade ingênua que prende a atenção. Não é de maneira alguma uma fonte imparcial: é preconceituosa em relação aos sarracenos, aos franceses, e contra todos os rivais ou inimigos de seu mestre, incluindo o partido Polein que apoiou Conrado de Monferrato contra Guido de Lusignan. É mais tratado como um biógrafo do que como um historiador da Cruzada em seus aspectos mais amplos. No entanto, é uma interessante fonte primária para os eventos dos anos 1190-1192 no Reino de Jerusalém.
A Itinerarium Regis Ricardi, uma prosa narrativa em latim dos mesmos acontecimentos aparentemente compilados por Ricardo, um cânone da Santíssima Trindade, Londres, está intimamente relacionada com o poema de Ambroise. Antigamente, era por vezes considerada como a narrativa em primeira-mão da qual Ambroise baseou seu trabalho, mas que não pode mais ser mantida.

## Edição publicada
Ambroise (2003). The History of the Holy War. Ipswich: Boydell Press. isbn 978-1-84383-001-6